# Muzzana del Turgnano
Muzzana del Turgnano é uma comuna italiana da região do Friuli-Venezia Giulia, província de Udine, com cerca de 2.662 habitantes. Estende-se por uma área de 24 km², tendo uma densidade populacional de 111 hab/km². Faz fronteira com Carlino, Castions di Strada, Marano Lagunare, Palazzolo dello Stella, Pocenia.

## Demografia
| Variação demográfica do município entre 1861 e 2011                               |
|                                                                                   |
| Fonte: Istituto Nazionale di Statistica (ISTAT) - Elaboração gráfica da Wikipedia |